# 坎伯韋爾藝術學院
坎伯韋爾藝術學院（英語：Camberwell College of Arts）是位于英国倫敦坎伯韦尔的一所公立高等艺术学校，属于倫敦藝術大學（University of the Arts London）的六大学院之一，曾被泰晤士报评为英国最佳艺术学校。学院开设继续教育和高等教育课程，包括研究生课程和哲学博士学位的授予。学院保持了在纯艺术（Fine Art）门类下设立多种学科的传统，分别设有绘画、雕塑、摄影等专业课程。学院还开设有美术文物修复、版画、插画以及平面设计、3D设计等艺术与设计方面的研究生课程。

## 历史
学院的历史与南伦敦画廊的历史密切相联，并与其共享场地。 
学院建筑由建筑师賓漢姆·亞當斯（Maurice Bingham Adams）设计。 最初，学院开设专业手艺课程。1920年，学院美术系成立。
第二次世界大战期间，維克多·帕斯摩爾（Victor Pasmore）被任命为油画系主任。许多著名的艺术家，包括弗兰克·奥尔巴赫、劳伦斯·高英和爱德华·阿迪佐内，都在这一时期于坎伯韦尔艺术学院任教。1973年，学校于原有校舍附近扩建了现代化建筑。现均已列入历史保护建筑。

## 学术研究
坎伯韦尔艺术学院是伦敦艺术大学及其研究网络 (RNUAL) 的一部分，该研究网络还包括中央圣马丁艺术与设计学院、切尔西艺术与设计学院、伦敦传媒学院和伦敦时装学院。
2008年，英国泰晤士报评选出全英最佳的前十所艺术学校，坎伯韦尔艺术学院位列第一。

## 隶属关系
坎伯韦尔及其姊妹学院切尔西艺术与设计学院和温布尔登艺术学院组成了CCW，这是一个允许学院之间共享资源的三学院模式。 CCW从2011年9月开始，合并了他们的基础课程，并将他们设在坎伯韦尔的威尔逊路校区。 

## 外部連結
- 学院网站 （页面存档备份，存于）